# Barbaño (Montijo)
Barbaño es una Entidad Local Menor del Municipio español de Montijo, dependiente del Ayuntamiento de Montijo (España), perteneciente, a su vez, a la provincia de Badajoz, en la comunidad autónoma de Extremadura.

## Situación
Entidad territorial de ámbito inferior al Municipio de Montijo, donde se encuentra su Ayuntamiento matriz, cerca de Puebla de la Calzada, junto al río Guadiana. El municipio de Montijo forma parte de la  comarca de Tierra de Mérida - Vegas Bajas, del Partido judicial de Montijo, de la Mancomunidad Integral de Servicios "Vegas Bajas" y de la asociación turística comarcal Adecom-Lácara.
La capital del municipio, Montijo, se encuentra a 5,5 km de Barbaño.

## Administración
La Junta Vecinal, que no Ayuntamiento, está presidida por el Alcalde-Pedáneo, dependiente del Ayuntamiento de Montijo. En este sentido, conviene recordar que solo puede haber un Ayuntamiento por municipio o término municipal. Las denominaciones de Alcalde (en lugar de Alcalde-Pedáneo), Concejales (en lugar de Vocales), Ayuntamiento de Barbaño (en lugar de Junta Vecinal de Barbaño), Municipio de Barbaño o término municipal de Barbaño (en lugar de Entidad Local Menor de Barbaño), entre otras, son improcedentes jurídicamente, ya que Barbaño es una entidad territorial de ámbito inferior al Municipio de Montijo (donde radica su Ayuntamiento matriz, en la capital del municipio, que es Montijo).
La denominación de Ayuntamiento de Barbaño o Ayuntamiento de la Entidad Local Menor de Barbaño no se ajusta a la realidad jurídica (tampoco Junta Vecinal del Ayuntamiento de Barbaño o similares). En este sentido, Barbaño sólo podría tener Ayuntamiento si se separase de su Ayuntamiento matriz (que es Montijo); aunque en la actualidad se tienda a confundir la denominación de "localidad" con la de "municipio". Barbaño es una localidad, pero no constituye por sí misma un municipio, sino que forma parte del Municipio de Montijo. Por tanto, se puede afirmar, en base a Derecho, que la denominación de Ayuntamiento de Barbaño, utilizada desde hace algunos años, no es correcta, ya que su denominación jurídica es la de Junta Vecinal de la Entidad Local Menor de Barbaño (dependiente del Ayuntamiento de Montijo). Por tanto, el Ayuntamiento de Barbaño no existe.
- El Alcalde-Presidente de su Ayuntamiento matriz del Municipio de Montijo es Javier Cienfuegos (2023-) por el PP-Montijo.

- El Alcalde-Pedáneo de la Junta Vecinal de la Entidad Local Menor de Barbaño (dependiente del Ayuntamiento de Montijo) es Sergio Tena (2015-) por el PSOE-Montijo.

.

## Historia
El 6 de octubre de 1956 quedó inaugurado este poblado, que recibió el nombre de la dehesa donde se encontraba. Este núcleo fue construido por iniciativa del Instituto Nacional de Colonización mediante el Plan Badajoz y dependiente administrativamente de su Ayuntamiento matriz: Montijo. En 1983 se constituye como Entidad Local Menor del Municipio de Montijo.
En este pueblo se encuentra el Santuario de Nuestra Señora de Barbaño, que está dentro de la jurisdicción eclesiástica de la parroquia de San Gregorio Ostiense, si bien su utilización es conjunta a las dos parroquias. Dicho santuario fue levantado en las proximidades, donde la imagen de Nuestra Señora de Barbaño fue encontrada, conocido con el nombre de "Paredones de Torreáguila", junto a las ruinas de la villa romana del mismo nombre (fundada en el año 50 del siglo I), en la entonces Dehesa de Barbaño, administrada por la Orden Militar de Santiago al igual que la villa montijana. Los primeros datos que se han podido encontrar sobre la historia de la ermita nos conducen hasta los años centrales del siglo XVI, concretamente entre 1553 y 1556, en los que ya aparece un edificio pequeño, de una sola nave, que se encontraba en esos momentos en reforma, lo que hace pensar sobre su existencia a finales del siglo XV o principios del siglo XVI.
La imagen de Santa María de Barbaño, una vez fue encontrada, se llevó a la entonces parroquia de San Isidro (Montijo) durante los años finales del siglo XIV o principios del siglo XV, hasta la decisión de levantar una ermita en la dehesa donde se encontró.

## Fiestas

### San Isidro
Las fiestas de San Isidro tienen lugar el 15 de mayo.

### Fiestas del emigrante
Se celebran el primer fin de semana de agosto.

### Convivencia carnavalera
Se celebra un día después de los carnavales y se concentran muchas comparsas de diferentes localidades.  
- Festival Romano Amnis Callis: Se celebra los días 9, 10 y 11 de junio donde el pueblo se engalana y viste de época romana, con teatro y actividades propias de los tiempos.[3]

## Monumentos
Ermita de Nuestra Señora de Barbaño, en la Archidiócesis de Mérida-Badajoz.

### Villa romana de Torre Águila

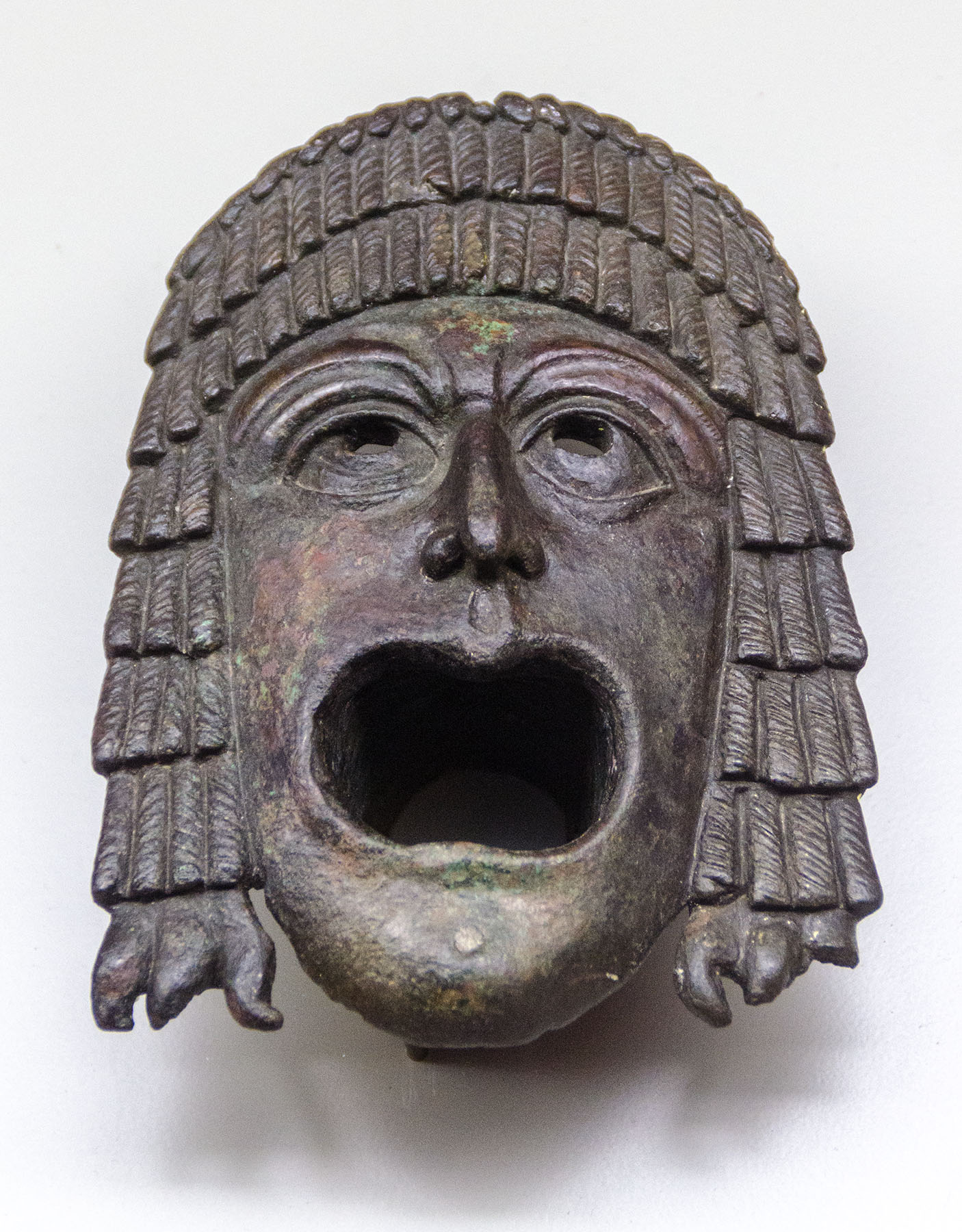
Máscara de bronce, de unos 15 cm, parece haber sido utilizada como adorno de un surtidor. Fue encontrada en la Villa romana de Torre Águila en el término municipal de Montijo (concretamente en la Entidad Local Menor de Barbaño) y está datada en el. Museo Nacional de Arte Romano.

En la carretera que une Barbaño con Lobón, a un kilómetro de Barbaño, a unos 300 metros del río Guadiana y a 189 sobre el nivel del mar, encontramos una excavación arqueológica que poco a poco va dejando atisbar lo que en un pasado fue una próspera villa de la provincia romana de Lusitania. Los restos más antiguos datan de la primera mitad del siglo I y los últimos tienen su final en el siglo VII. En realidad, podemos encontrar tres villas diferentes, dos romanas y una visigoda.
La primera de las villas pertenecería a un soldado veterano con rango que eligió estos parajes para retirarse. Corresponderían a una construcción principal (habitada por el señor de la villa) y una serie de construcciones aledañas dedicadas a dar servicios varios (Agricultura, talleres, granja, etc.).
La segunda villa se levantó durante los siglos II y III y se dedicó principalmente a la producción de aceite. Cabe destacar los sistemas de calefacción que se construyeron para el invierno, al estilo de los de las termas.
La tercera villa se levantaría durante el siglo IV y se dedicaría a la producción vinícola. En este siglo también se construiría una edificación religiosa y en sus alrededores un amplio cementerio. Durante la Edad Media, esta construcción religiosa se utilizó como ermita y fue allí, en el siglo XII, donde se encontró la Virgen de Barbaño.